# Dominique Martin
Dominique Martin (ur. 1 października 1961 w Scionzier) – francuski polityk i samorządowiec, działacz Frontu Narodowego, poseł do Parlamentu Europejskiego VIII kadencji.

## Życiorys
Kształcił się w akademii wojskowej École Spéciale Militaire de Saint-Cyr. Podjął studia biznesowe w Paryżu, po czym zajął się pracą w rodzinnym przedsiębiorstwie w Górnej Sabaudii. W 1983 wstąpił do Frontu Narodowego, pełniąc różne funkcje w jego strukturach, m.in. dołączając do komitetu centralnego partii. Od 1989 po raz pierwszy został wybrany do rady miejskiej Cluses, a od 1992 uzyskał mandat radnego regionu Rodan-Alpy. W kilku kolejnych wyborach lokalnych i regionalnych z powodzeniem ubiegał się o reelekcję. Startował także z ramienia FN bezskutecznie także w różnych innych wyborach, w tym kilkakrotnie do rady departamentu i do Zgromadzenia Narodowego.
W 2014 Dominique Martin uzyskał mandat eurodeputowanego VIII kadencji.